# Jaskinia Dzwonów
Jaskinia Dzwonów (Pieczara Dzwonów) – jaskinia na terenie Niecki Nidziańskiej. Ma trzy otwory wejściowe położone w Dolinie Skorocickiej (Niecka Solecka), na północny wschód od Skorocic, w pobliżu Jaskini Starej, Jaskini Skorocickiej i Jaskini Górnej, na wysokości 199 m n.p.m.. Długość jaskini wynosi 91 metrów, a jej deniwelacja 5 metrów.

Jaskinia znajduje się na terenie rezerwatu przyrody „Skorocice” i jest nieudostępniona turystycznie.

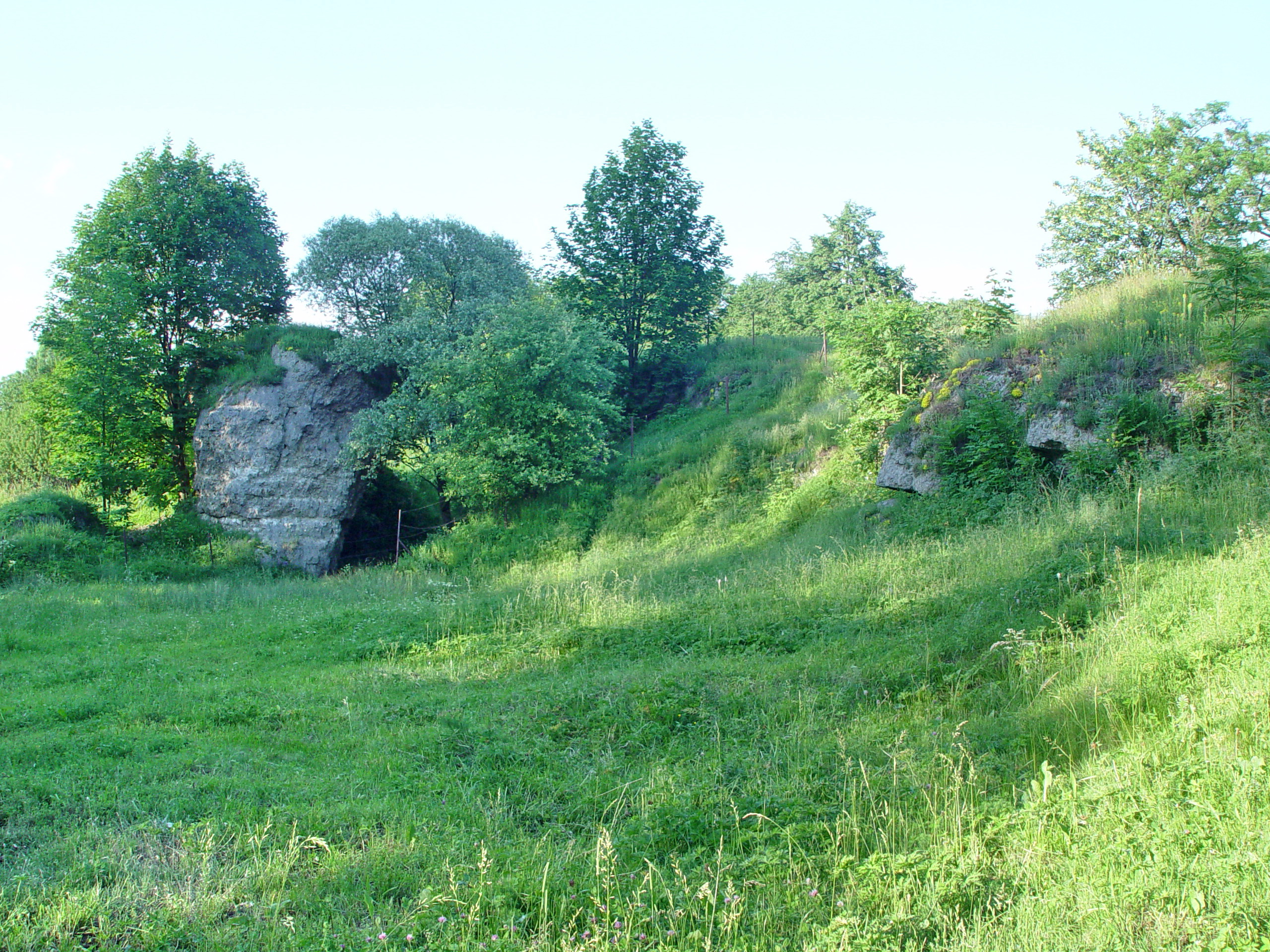
Rezerwat przyrody Skorocice

## Opis jaskini
Jaskinię stanowią dwa, prawie równoległe korytarze. Zachodni, obszerny i suchy zaczyna się w dużym, północnym otworze i prowadzi do dużego otworu południowego. Tam łączy się ze wschodnim, niewielkim korytarzem, którego dnem płynie Potok Skorocicki. Prowadzi on na północ, gdzie kończy się małym otworem wejściowym.

## Przyroda
W jaskini zimą można spotkać nacieki lodowe: stalagmity, stalaktyty i kolumny naciekowe. Dnem wschodniego korytarza płynie Potok Skorocicki wpływający następnie do Jaskini Skorocickiej. Jaskinie zamieszkują nietoperze.

## Historia odkryć
Jaskinia była znana od dawna. Pierwszy jej opis i plan (wraz z Jaskinią Skorocicką) sporządził Kazimierz Kowalski w 1954 roku. Opis i plan samej Jaskini Dzwonów sporządzili J. Gubała i A. Kasza w 1999 roku.